# تايلر غافني
تايلر غافني (بالإنجليزية: Tyler Gaffney)‏ هو لاعب كرة قاعدة أمريكي، ولد في 20 أبريل 1991 في سان دييغو في الولايات المتحدة.

## وصلات خارجية
- تايلر غافني على موقع دوري كرة القاعدة الرئيسي (الإنجليزية)
- تايلر غافني على موقعبيزبول رفرنس.كوم (الدوري الثانوي) (الإنجليزية)
- تايلر غافني على موقع إي إس بي إن.كوم (أم.أل.بي) (الإنجليزية)
- تايلر غافني على موقع مشجعي الرسوم البيانية (الإنجليزية)
- تايلر غافني على موقع مرجع كرة القدم المحترفة.كوم (الإنجليزية)